# Чухрай Валерій Вікторович
Вале́рій Ві́кторович Чухра́й (13 липня 1973 — 13 жовтня 2014) — солдат 24-ї окремої механізованої бригади Збройних сил України, загинув у ході російсько-української війни.

## Життєвий шлях
Народився 1973 року в селі Черняхів (Кагарлицький район, Київська область). Виростав з молодшим братом Олександром. Закінчив Черняхівську ЗОШ, 1990-го вступив до Ніжинського технікуму сільського господарства. 1993 року закінчив технікум, працював на бурових установках, далі — водієм. від 1994-го працював у Києві, де наступного року одружився.
До військкомату прийшов добровольцем, солдат 24-ї окремої механізованої бригади.
Загинув поблизу села Трьохізбенка (Луганська область). Військові наштовхнулися на встановлені диверсійно-розвідувальними групами терористів розтяжки з гранатами, від вибуху два бійці загинули — Валерій Чухрай та Сергій Побережник, ще один зазнав поранення.
Залишилися батьки, брат та син Владислав 1995 р.н.
Похований у Черняхові. 16 жовтня 2014 року в Кагарлицькому районі оголошено днем жалоби.

## Нагороди та вшанування
За особисту мужність і героїзм, виявлені у захисті державного суверенітету та територіальної цілісності України, вірність військовій присязі під час російсько-української війни, відзначений — нагороджений
- 14 березня 2015 року — орденом «За мужність» III ступеня (посмертно)[1]
- Його портрет розміщений на меморіалі «Стіна пам'яті полеглих за Україну» у Києві: секція 4, ряд 4, місце 29